# 李小牧
李 小牧（り こまき、中：リー・シャム、Lee Xiaomu、1960年8月27日 - ）は、日本のガイド、および、作家、政治活動家、ジャーナリスト。“歌舞伎町案内人”の異名で知られる。選挙に出馬することもあってか中国語の発音で呼ばないよう求めている。
中国・湖南の出身で、1988年に日本へ渡り東京・新宿歌舞伎町でガイド業に従事。外国人専門の観光ガイドを行う傍ら作家としても活動し、ニューズウィーク日本版などの雑誌にコラムを寄稿、ほか、「日中韓文化交流協会」の理事長などを務める。
自著にベストセラー作『歌舞伎町案内人』（角川書店）や『新宿歌舞伎町アンダーワールドガイド』（日本文芸社）など。2014年時点で日本語の著書10冊超。一部は中国でも出版されている。

## 来歴
中華人民共和国・湖南省長沙市に出生。父親は人民解放軍の軍人で、母親は資産家の娘であった。子供の頃、江青が普及させようとしていた革命バレエを踊る歌劇団を見たことがきっかけで、のちにバレエダンサーを志す。6歳の頃、中国では文化大革命が起こった。父親は文化大革命において、毛沢東を支持する造反派の重鎮であり、走資派を弾圧していた。湖南省最大の組織「湘江風雷」という派閥に所属しており、そこのナンバー3の地位にあったが、林彪が起こしたクーデター事件の影響で失脚、裕福であった一家は一気に極貧となった。その時、李が踊ったり歌ったりする様子を見て母が喜ぶのを見たことが、歌舞団でダンサーをめざす動機の一つとなったという。父親は幸い一年半後に名誉回復され、家に戻ってきた。
中国国内でバレエダンサーや文芸新聞記者などの職を経験後、1988年に私費留学生として訪日。訪日当日に訪れた新宿歌舞伎町の雰囲気に魅了され、一週間後、宿泊していた歌舞伎町内のラブホテルの清掃員に就業。東京モード学園でファッションを学ぶ傍ら、中国のファッション誌『時装』の東京特派員や在日中国人向け新聞『僑報』の発行人を務めた。
服飾の勉強と併行しながら歌舞伎町の路上で中国や台湾、香港からの観光客を飲食店や風俗店に案内するアルバイトを開始、このガイド業が軌道に乗り、やがては本業となる。2002年にはその体験をもとにデビュー作『歌舞伎町案内人』を執筆、後に映画化もされている。2004年から『ニューズウィーク日本版』で毎月1本のコラム連載を開始。
2007年、生まれ故郷にあたる中国・湖南の料理を扱うレストラン「湖南菜館」を新宿歌舞伎町の一番街に開業。メニューはすべて中国の料理人が調理している。店の壁にはジャッキー・チェンとのツーショット写真が飾られている。
渡日26年目にあたる2014年には、日本への帰化、ならびに東京・新宿区議員選挙への出馬を皮切りとする政界進出の意向を発表。2015年、2月に帰化。同年の第18回統一地方選挙で新宿区議に立候補したが落選した。
2016年、日本・中国合作で自身のドキュメンタリー映画『選挙に出たい』（邢菲監督）が制作され、2017年に北京国際映画祭の中国外国合作長編部門や山形国際ドキュメンタリー映画祭の日本プログラム部門、マカオ国際映画祭のドキュメンタリー部門に出品された。2018年の座・高円寺ドキュメンタリーフェスティバルではコンペティション部門入賞を果たし、同年12月1日よりポレポレ東中野をはじめとした日本国内の映画館で上映が行われた。2018年11月、公開を前に歌舞伎町で行われたトークショーで李は19年4月の統一地方選挙に出馬することを正式表明、「すでに1回選挙に出たことで、私は勝っている」と語った。
2019年の第19回統一地方選挙でも新宿区議に立候補したが、再度落選した。
近年はアメリカに亡命した中国人実業家・郭文貴を「中国民主化の星」と絶賛し、郭文貴に近い海外中国人YouTuber・路徳の息子と義母の日本での難民申請にも手助けしたと本人は公表した。
2023年の第20回統一地方選挙でも新宿区議に立候補（三度目）したが、落選した。

## 私生活
2012年時点で結婚歴6回、うち中国人の前妻との間に1子、日本人の前妻との間に1子、現中国人妻との間に1子、計3人の子供（いずれも息子）がいる。前妻（日本人）との間の一子はNHK等のテレビ番組への子役としての出演などで知られる日向滉一。中国語（普通話）と出身地の湖南語（長沙語）の他に、広東語と日本語に堪能で、上海語や閩南語にも精通しているマルチリンガルである。

## 著作

### 単著
- 『歌舞伎町案内人』（2002年・角川書店） ISBN 4047914274
- 『新宿歌舞伎町アンダーワールドガイド』（2003年・日本文芸社） ISBN 4537251670
- 『歌舞伎町案内人365日』（2004年・朝日新聞社） ISBN 4022579676
- 『歌舞伎町の中国女』（2005年・バジリコ） ISBN 4901784625
- 『歌舞伎町の住人たち』（2005年・河出書房新社） ISBN 4309017282
- 『歌舞伎町案内人 II』（2005年・角川書店） ISBN 4047915122
- 『歌舞伎町案内人〈2〉バックストリートの掟』（2007年・角川書店） ISBN 404373302X
- 『歌舞伎町案内人の恋』（2009年・河出書房新社） ISBN 4309019099
- 『歌舞伎町より愛をこめて 路上から見た日本』（2009年・阪急コミュニケーションズ） ISBN 4484092468

### 共著
- 『歌舞伎町事変1996〜2006』（写真：権徹・2006年・ワニマガジン社） ISBN 4898299814
- 『常識外日中論』（共/加藤嘉一・2011年・メディア総合研究所） ISBN 4944124457
- 『中国を変えた最強メディア 微博(ウェイボー)の衝撃』（共/蔡成平・2012年・阪急コミュニケーションズ） ISBN 4484122324

## 出演

### 映画
- 選挙に出たい（監督：邢菲、2018年12月1日公開、きろくびと）